# Карасюк, Дмитрий Юрьевич
Дми́трий Ю́рьевич Карасю́к (род. 23 августа 1968, Свердловск) — советский и российский музыкальный журналист, писатель

, филателист, историограф уральского рока.

## Биография
Дмитрий Карасюк родился в городе Свердловске. Отец — Карасюк Юрий Анатольевич, инженер-металловед, кандидат технических наук. Мать — Карасюк Людмила Фаридовна, архитектор. Учился в школе № 13, закончил её в 1985 году. В том же году поступил на факультет журналистики Уральского государственного университета имени А. М. Горького. В 1987—1989 годах проходил службу в военно-строительных войсках. В 1989—1992 годах продолжил учёбу в университете.
Параллельно с учёбой принимал активное участие в работе Свердловского рок-клуба, куда вступил в день его основания 15 марта 1986 года. Ещё до его основания Дмитрий Карасюк был знаком со многими музыкантами, участвовал в работе Уральского клуба любителей музыки The Beatles. Участвовал в самиздатовских рок-журналах «Эплоко» (1985), «Свердловское рок-обозрение» (1986—1987), «Марока» (1987), в организации концертов и фестивалей. Придуманное Карасюком название «Эплоко» до сих пор носит старейший в России фэнзин, посвящённый творчеству The Beatles. В самиздатовский период Карасюк пользовался псевдонимом Лемахастов, составленном из первых слогов фамилий «битлов».
Весной 1987 года Дмитрий составил «генеалогическое древо» свердловского рока, которые было вывешено на стене Свердловского рок-клуба. Ленинградский рок-журналист Андрей Бурлака упомянул о «древе» на страницах самиздатовского журнала «РИО», окрестив Дмитрия «историографом Св. РК».
В мае 1987 года Карасюк принял активное участие в подготовке и проведении II фестиваля Свердловского рок-клуба. После армии вернулся к работе в рок-клубе, участвовал в организации IV фестиваля рок-клуба, в издании первой в СССР официальной рок-газеты «ПерекатиПоле» (1989—1990). С 1990 года работал в областной молодёжной газете «На смену!», был заместителем редактора издававшейся при ней газеты «Рок-хроника» (1991—1992). В 1990 году Дмитрий составил задуманный президентом Свердловского рок-клуба Николаем Граховым справочник «Свод-91. Рок-жизнь в СССР». В него вошли краткие сведения с координатами о четырёх с лишним сотнях артистов, заявивших о себе на крупных фестивалях, от «Авантюры» из Калининграда до Янки Дягилевой из Омска, о концертных организациях, фестивалях, студиях, обеих имевшихся на тот момент фирмах, выпускавших пластинки, о музыкальных изданиях, соответствующих рубриках в СМИ более общего характера, теле- и радиопередачах, рок-фотографах.
В 1992 году «историографом свердловского рока» Дмитрия Карасюка назвал Вячеслав Курицын, будущий известный писатель и критик, выступавший в качестве рецензента на защите дипломной работы Карасюка по теме «Свердловский рок-клуб в зеркале советской прессы». В 1993—1994 году Карасюк работал заместителем директора екатеринбургского книжного издательства «Ладъ», отвечал за работу с авторами. По его инициативе была основана книжная серия «Отечественный кинематограф», в рамках которой вышли произведения Валентина Ежова, Эмиля Брагинского, Эльдара Рязанова, Григория Горина, ставшие литературной основой для популярных художественных фильмов.
В 1994—1997 годах Карасюк работал корреспондентом, а затем исполняющим обязанности заведующего отдела информации газеты «Вечерний Екатеринбург». В 1997—1998 годах был исполнительным директором музыкальной радиостанции «Радио Пилот».

### «Уралмаш»
В 1995 году на выборах губернатора Свердловской области Карасюк сотрудничал с избирательным штабом Алексея Страхова. Затем был приглашён для работы в избирательном штабе кандидата в Государственную думу Российской Федерации и одного из лидеров ОПГ Уралмаш Александра Хабарова. В конце 1990-х Дмитрий Карасюк продолжил работу пресс-секретарём официально зарегистрированного ОПС «Уралмаш» и лично Александра Хабарова, избранного в депутаты городской думы Екатеринбурга в 2002 году.
После смерти Хабарова в камере екатеринбургского СИЗО № 1 в январе 2005 года Карасюк заявил прессе, что её причиной стал сердечный приступ, хотя следствие отрабатывало версию самоубийства. В 2014 году Карасюк всё же допустил возможность суицида Хабарова.
Несмотря на смерть Хабарова и отчёт «силовиков» о разгроме ОПС, группировка продолжила существование, и Карасюк исполнял функции пресс-секретаря и при новых лидерах, Сергее Воробьёве и Сергее Терентьеве.

Это была очень интересная, амбициозная журналистская задача: переломить общественное мнение по поводу Хабарова и ОПС. Показать, что это — нормальные люди, что у них нет рогов и копыт. И я сам одним из первых убедился в этом, когда познакомился с ними… Может быть, убедить всех, что они были абсолютно «белыми», и не получилось. Но и однозначно отрицательными героями их сейчас тоже не считают. Задача минимум была мной выполнена.
— Дмитрий Карасюк, 2014
Много лет спустя Дмитрий Карасюк консультировал писателя Алексея Иванова, автора сборника новелл «Ёбург», о Екатеринбурге 1990-х.

### Архив Свердловского рок-клуба
В начале 2014 года Дмитрий Карасюк озаботился проблемой сбора и сохранения свидетельств музыкальной жизни Урала своей молодости, и уже в мае выложил собранный по знакомым и оцифрованный «Архив Свердловского рок-клуба» в свободный доступ в виде торрент-раздачи на RuTracker.org.

Бережно оцифрованные звуки поместили в самое надёжное из хранилищ — выложили в свободный доступ в Интернет. Теперь им не угрожает забвение и тлен — Архив Свердловского рок-клуба, бесплатно скачанный тысячи раз, надёжно сохранён для грядущих поколений в сотнях персональных компьютеров по всему миру.
— Дмитрий Карасюк
Архив составляют десятки часов аудио и видеозаписей, раздача регулярно пополняется (на конец 2017 года её объём превышает 110GB, а общее время звучания выложенных материалов — 55 часов). Помимо «флагманов» свердловского рока — таких групп, как «Nautilus Pompilius», «Агата Кристи», «Чайф», «Урфин Джюс», «Настя», «Апрельский марш» и других, — в архиве представлены и менее известные, — «Биробиджанский музтрест», «Метро» и прочие. По заявлению Карасюка, «практически весь материал» опубликован с согласия музыкантов и с разрешения президента Свердловского рок-клуба Николая Грахова.

Красивое слово «историограф» прозвучало в третий раз. Так меня стали называть ухватившиеся за информационный повод молодые журналисты, у которых словосочетание «Свердловский рок-клуб» вызывало в памяти лишь смутные ассоциации с какой-то подлодкой. Устав объяснять им, что «Трек» и «Урфин Джюс» выпускали свои альбомы не на CD, как выглядел магнитофон, и что «литовка» — это не только коса и жена литовца, я понял, что пора делать музей и писать книгу.
— Дмитрий Карасюк

### «Я с головой ныряю в рок-н-ролл»
В мае 2015 года Дмитрий Карасюк организовал в Музее истории Екатеринбурга большую выставку «Я с головой ныряю в рок-н-ролл», посвящённую истории Свердловского рок-клуба. По свидетельствам очевидцев, Дмитрий готовил эту выставку четыре месяца и на это время буквально «поселился» в здании музея. Экспонаты для выставки предоставили более 30 музыкантов и деятелей свердловского рока. Кроме того, были широко представлены материалы из Архива Свердловского рок-клуба, а, например, концертный костюм Вячеслава Бутусова, был воссоздан по сохранившимся фотоснимкам и видеозаписям. Были продуманы мельчайшие детали, с целью воссоздания атмосферы концертов конца 1980-х — начала 1990-х, к примеру, в экспозицию была включена импровизированная сцена, над которой были протянуты нити со множеством бумажных самолётиков.

Раньше на концертах «Наутилуса» после последней песни зрители запускали на сцену вот такие же самолётики, это даже запечатлено в фильме Владимира Хотиненко «Зеркало для героя». И мы решили эту традицию возродить. Все, кто приходит на выставку и имеет отношение к истории Свердловского рок-клуба, должны подписать самолётик и оставить нам на память.

Выставка пользовалась большим успехом и вместо запланированного месяца проработала около полугода. По её окончании, в октябре 2015 года, не разобранные владельцами экспонаты составили материальный фонд Архива Свердловского рок-клуба.

### «История свердловского рока» и «Свердловская рок-энциклопедия»
По воспоминаниям Дмитрия Карасюка, идею написания книги подал ему Николай Грахов, когда принёс «историографу» очередную порцию материалов. Дмитрий ухватился за это предложение и приступил к работе:

А потом случилась неприятность. Написав несколько первых страниц, я ослеп. Два месяца я провёл, пялясь в темноту и на ощупь, допрашивая рокеров, имевших неосторожность зайти ко мне в гости. Затем гениальные руки замечательного хирурга Сергея Владимировича Носова позволили мне слегка различать клавиатуру компьютера… Моими глазами, часто руками, а иногда и ногами стали мои любимые жена и дети.
— Дмитрий Карасюк
За полтора года работы над книгой, Дмитрий пообщался со многими десятками собеседников. С помощью своих близких он изучил кипы документов и ворохи газетных статей, сопоставляя изложенные в них факты с «показаниями» непосредственных участников событий и проводя многократную перекрёстную проверку их точности и достоверности. Каждая написанная глава, по мере завершения работы над ней, отправлялась на вычитку её героям, в отдельных случаях «рецензентами» становились по 5-6 человек. Особо ценными источниками оказались дневники Александра Пантыкина, которые тот педантично вёл в 1979—1981 и 1984—1988 годах, а также полные тексты расшифровок интервью, записанных режиссёром Олегом Раковичем для кинотрилогии о свердловском роке.
В процессе работы оказалось, что книга естественным образом распадается на две неравные части: бо́льшую хронологическую и меньшую — энциклопедическую. Было принято решение издавать их раздельно. Первый том охватывает 25 лет «предыстории» и 5 лет непосредственной истории Свердловского рок-клуба — с 1961 по 1991 год («от „Эльмашевских битлов“ до „Смысловых галлюцинаций“»). Вторая часть получилась почти вдвое тоньше первой, в неё вошли очерки о 40 музыкальных коллективах, состоявших в клубе.
Двухтомник был выпущен екатеринбургским издательством «Кабинетный учёный» в 2016 году (к 30-летнему юбилею рок-клуба) тиражом 1200 и 1000 (вторая часть) экземпляров. Фундаментальный труд Дмитрия Карасюка обладает научной, культурно-исторической ценностью и беспрецедентен по обстоятельности и системности изложения, не только для уральского рока, но и для любой школы рок-музыки советского периода, включая московскую, ленинградскую и сибирскую. Фактически, книга Дмитрия Карасюка выходит далеко за рамки формальной цели издания, как юбилейного, представляя собой скрупулёзно выверенную «биографию» свердловского рока, по мнению ряда журналистов, даже несколько перегруженную для непритязательного чтения на досуге:

В книге слишком много деталей, чтобы каждая из них дошла до нас без искажений. Но на деле это не так важно. Гораздо ценнее создаваемая этой суммой воспоминаний атмосфера тех лет. И этим восьмистам страницам (если сложить оба тома) удаётся увлекать читателя внутрь эпохи — вплоть до ощущения того, что Свердловск с 1961 года по 1991 был пропитан рок-н-роллом насквозь. И каждый человек в нём словно дышал этим особым, напитанным драйвом, воздухом.
— Наталия Носова
Ещё более значимым видится труд Дмитрия Карасюка уральскому писателю Алексею Иванову:

Из звона отзвучавшей музыки автор сложил грандиозную симфонию о крушении старого мира и рождения нового. В общем, эта книга о рок-н-ролле и смене эпох. Эпохи сменились, а рок-н-ролл остался навсегда.
— Алексей Иванов
По итогам 2016 года за двухтомник об уральском роке Дмитрий Карасюк был удостоен ряда премий и наград, включая Литературную премию имени П. П. Бажова и приз Союза журналистов Свердловской области «Хрустальное перо».

### «Легенды русского рока»
После успеха двухтомника крупнейшее российское издательств АСТ заказало Дмитрию Карасюку три книги для серии «Легенды русского рока» — о группах «Чайф», «Наутилус Помпилиус» и «Агата Кристи».
Работа над первой из них, «Чайф. Рок-н-ролл — это мы!», велась быстро и в тесном сотрудничестве с музыкантами группы. В апреле 2017 года лидер «чайфов» Владимир Шахрин поделился впечатлениями от сотрудничества с Дмитрием Карасюком:

У Дмитрия есть интересные ходы. Например, он попросил встретиться с нашими жёнами, чтобы поговорить о том, как они помнят историю группы. В книге, которую написал Порохня [«Чайфstory», 2001], семья почти не упоминается, а это очень важно для нас. У «Чайфа» очень семейная история, и сама группа — семья. Домашние отношения должны присутствовать в нашей истории.
— Владимир Шахрин
В итоге книга даже получила подзаголовок «Семейная сага». В конце сентября 2017 года она поступила в продажу и была презентована в екатеринбургском «Доме печати», на праздновании 32-го дня рождения группы «Чайф».
В середине декабря 2017 года в свет вышла книга «Наутилус Помпилиус. Мы вошли в эту воду однажды». В неё вошли история свердловско-питерской группы, написанная Дмитрием Карасюком, и воспоминания об Илье Кормильцеве его друга Леонида Порохни. В конце 2016- начале 2017 года Дмитрий Карасюк занимался составлением и примечаниями к трёхтомному собранию сочинений Ильи Кормильцева, вышедшему в издательстве «Кабинетный учёный» в сентябре 2017 года.
Рабочее название третьей книги Карасюка для серии «Легенды русского рока» было «Агата Кристи. Как на войне». Книга вышла в августе 2018 под названием «Агата Кристи: Чёрные сказки белой зимы».

### История битломании в СССР
В марте 2022 года в издательстве «Кабинетный учёный» вышла книга «Как мы любили „Битлз“. История битломании в СССР», над которой Карасюк работал пять лет. Книга написана на основе документов и около двух сотен интервью, которые автор взял у страстно любящих музыку «Битлз» жителей бывшего СССР, в том числе у знаменитых музыкантов, артистов и других деятелей культуры. Собрав огромный массив неизвестной доселе информации, автор преподнёс её в виде интересного и весёлого повествования. В результате у читателей появилась уникальная возможность увидеть жизнь огромной страны под необычным углом — сквозь призму любви миллионов бывших советских граждан к музыке «Битлз».

### Другие проекты

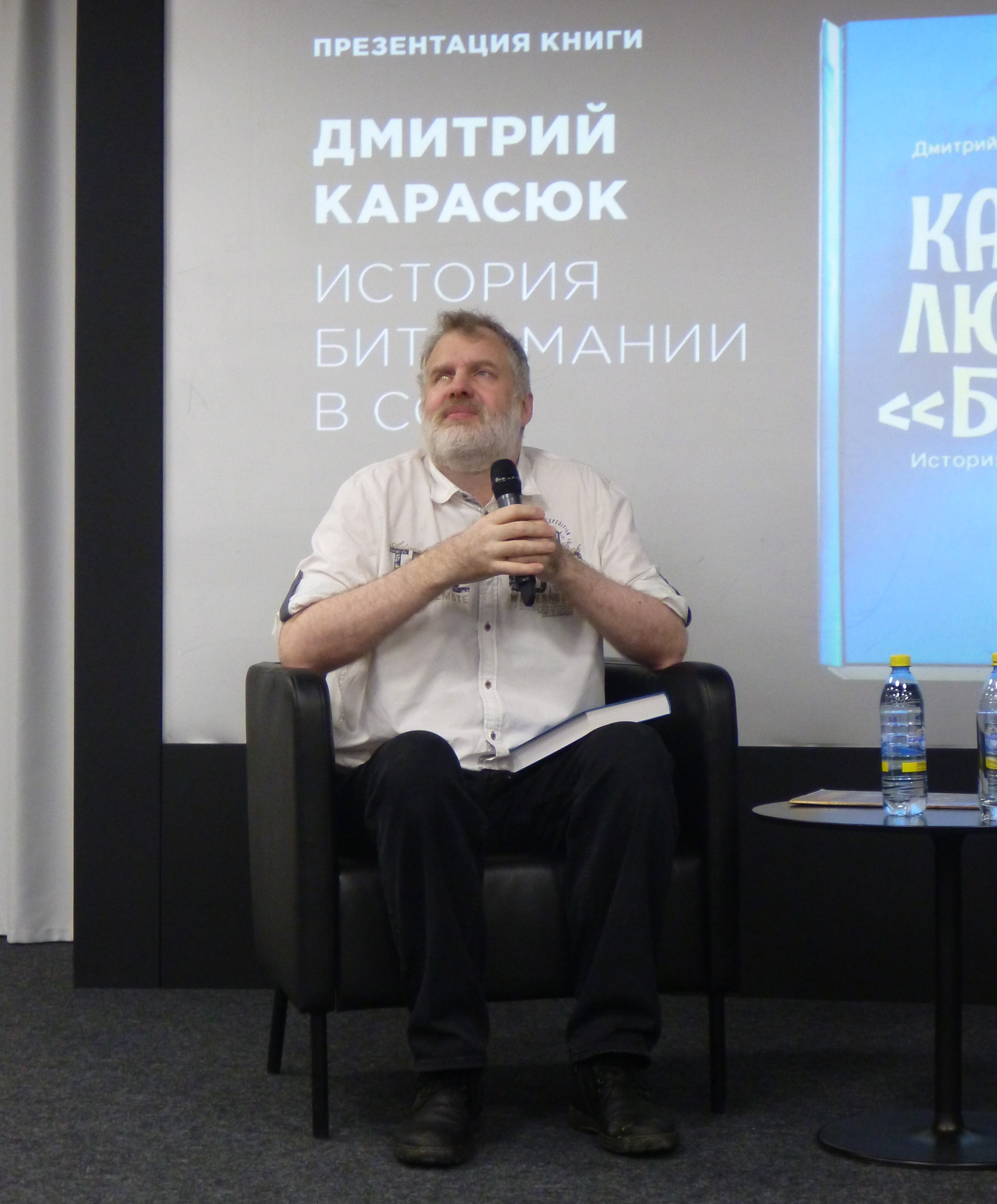
Дмитрий Карасюк презентует книгу «Как мы любили „Битлз“. История битломании в СССР» в Ельцин-центре, 8 апреля 2022 года

В 2017 году Дмитрий Карасюк стал одним из составителей 3-томного собрания сочинений Ильи Кормильцева, вышедшего в издательстве «Кабинетный учёный».
С 2017 года Карасюк сотрудничает с сайтом diletant.media. Вместе с сыном Романом, профессиональным историком, они пишут для этого интернет-издания еженедельные статьи на разные исторические темы, не связанные с музыкой. Три десятка избранных статей в июне 2019 года были выпущены издательством «Питер» под названием «В тени истории. 33 способа остаться в веках, не привлекая лишнего внимания». Предисловие к сборнику принадлежит перу писателя Алексея Иванова.
6 мая 2022 года по инициативе Карасюка литейная мастерская Ивана Дубровина установила в центре Екатеринбурга скульптуру в память о пребывании в Свердловске детской писательницы Агнии Барто, эвакуированной с семьёй на Урал в годы Великой Отечественной войны. Памятный знак представляет собой грустного бронзового зайку, сидящего на скамейке в сквере на центральной площади 1905 года (скульптор Фёдор Петров). Знак установлен неподалёку от дома, где в 1941—1943 годах жила семья писательницы.

## Награды
- - Всероссийская литературная премия имени П. П. Бажова в номинации «Польза дела» за 2016 год (за документальный двухтомник «История Свердловского рока. 1961—1991 года. От „Эльмашевских битлов“ до „Смысловых галлюцинаций“» и «Свердловская рок-энциклопедия: „Ритм, который мы…“»)
  - Приз Союза журналистов Свердловской области «Хрустальное перо» за 2016 год (за документальный двухтомник «История Свердловского рока. 1961—1991 года. От „Эльмашевских битлов“ до „Смысловых галлюцинаций“» и «Свердловская рок-энциклопедия: „Ритм, который мы…“»)
  - Премия губернатора Свердловской области за выдающиеся достижения в области литературы и искусства (за документальный двухтомник «История Свердловского рока. 1961—1991 года. От „Эльмашевских битлов“ до „Смысловых галлюцинаций“» и «Свердловская рок-энциклопедия: „Ритм, который мы…“»)(2016)[25]
  - Премия губернатора Свердловской области за выдающиеся достижения в области литературы и искусства (за книгу «Как мы любили „Битлз“. История битломании в СССР» (2022)[26]

## Филателия
Помимо историографии рок-музыки, Дмитрий Карасюк с детства серьёзно увлекается филателией. Область интересов: хронология Франции и Великобритании (с островами), а также коллекции по темам: «Литература», «История России», «История Франции. 1789—1815», «Париж», «Пиво», «Пираты и разбойники». Принимал участие в региональных, всероссийских и европейских выставках.
По собственным данным, с 1998 года занимается составлением филателистических тематических каталогов.
В частности, Карасюк составил каталог «Пушкинская среда» (две части — «Круг чтения А. С. Пушкина» и «Круг общения А. С. Пушкина» (1999—2002), а в конце 2003 выпустил каталог «Наполеон Бонапарт и его эпоха» (издательство Уральского университета, тираж 100 экземпляров).
Этот каталог был удостоен ряда наград, в частности, большой золотой медали на межрегиональной выставке «Большой Урал-2003», позолоченных медалей на всероссийской выставке «Россия 2004», всероссийской выставке «Почта и филателия» (2005), европейской выставке «Brno 2005», всемирной выставке «WIPA’08» (Вена), больших серебряных медалей на всемирных выставках «Санкт-Петербург-2007» и «PRAGA 2008», большой позолоченной медали и специального приза на Национальной выставке филателистической литературы с международным участием «LIPSIA 2007» в Лейпциге.
В 2003 году Дмитрий Карасюк запустил авторский интернет-проект philatelia.ru, выложив свои каталоги в электронном виде в открытый доступ.

## Семья
Жена Елена Владимировна, журналист и детский психолог. Сын Роман (родился в 1992 году). Дочь Екатерина (родилась в 1998 году).
Младший брат Евгений Карасюк — журналист, автор книги о реформе Сбербанка России «Слон на танцполе» (Москва, «Манн, Иванов и Фербер», 2012, ISBN 978-5-91657-586-6)